# Ɛ᷆
Cette page contient des caractères spéciaux ou non latins. S’ils s’affichent mal (▯, ?, etc.), consultez la page d’aide Unicode.
Ɛ᷆, appelé epsilon macron-grave, est un graphème utilisé dans les écritures du bassa.
Il s'agit de la lettre epsilon diacritée d'un macron-grave.

## Représentations informatiques
L’epsilon macron-grave peut être représenté avec les caractères Unicode suivants :
- décomposé (latin de base, diacritiques)[1],[2],[3] :

| formes    | représentations | chaînes de caractères | points de code | descriptions                                              |
| --------- | --------------- | --------------------- | -------------- | --------------------------------------------------------- |
| capitale  | Ɛ᷆               | Ɛ◌᷆                    | U+0190 U+1DC6  | lettre majuscule latine e ouvert diacritique macron-grave |
| minuscule | ɛ᷆               | ɛ◌᷆                    | U+025B U+1DC6  | lettre minuscule latine epsilon diacritique macron-grave  |